# مسابقات ورزش‌های آبی اروپا ۱۹۷۷
مسابقات ورزش‌های آبی اروپا ۱۹۷۷ از ‍۱۴ تا ۲۱ آگوست ۱۹۷۷ در شهر یونشوپینگ، سوئد برگزار شده است.

## جدول مدال‌ها
میزبان 
| رتبه  | کشور               | طلا | نقره | برنز | مجموع |
| ۱     | آلمان شرقی         | ۱۶  | ۱۱   | ۷    | ۳۴    |
| ۲     | اتحاد جماهیر شوروی | ۷   | ۹    | ۷    | ۲۳    |
| ۳     | آلمان غربی         | ۷   | ۲    | ۴    | ۱۳    |
| ۴     | مجارستان           | ۳   | ۱    | ۱    | ۵     |
| ۵     | بریتانیای کبیر     | ۲   | ۱    | ۵    | ۸     |
| ۶     | هلند               | ۱   | ۶    | ۲    | ۹     |
| ۷     | چکسلواکی           | ۱   | ۱    | ۰    | ۲     |
| ۸     | ایتالیا            | ۰   | ۳    | ۳    | ۶     |
| ۹     | سوئد               | ۰   | ۱    | ۳    | ۴     |
| ۱۰    | یوگسلاوی           | ۰   | ۱    | ۱    | ۲     |
| ۱۱    | دانمارک            | ۰   | ۱    | ۰    | ۱     |
| ۱۲    | سوئیس              | ۰   | ۰    | ۳    | ۳     |
| ۱۳    | رومانی             | ۰   | ۰    | ۱    | ۱     |
| مجموع | مجموع              | ۳۷  | ۳۷   | ۳۷   | ۱۱۱   |